# Atletica leggera femminile ai Giochi della XIV Olimpiade
Ai Giochi della XIV Olimpiade di Londra 1948 sono stati assegnati 9 titoli nell'atletica leggera femminile.

## Calendario
| Gare   |             |   |       |          |          |       |       |                   |   |   |  |  |
|        | 100 m       |   | 100 m | 80 m ost | 80 m ost | 200 m | 200 m | Staffetta 4x100 m | 9 |   |  |  |
|        |             |   |       |          | Lungo    |       |       | Alto              | 9 |   |  |  |
| Disco  | Giavellotto |   |       |          | Peso     |       |       |                   | 9 |   |  |  |
|        |             |   |       |          |          |       |       |                   |   |   |  |  |
| Titoli | 1           | 1 | -     | 1        | -        | 3     | -     | 1                 | 2 | 9 |  |  |

|  | Qualificazioni |  | Finali |

Domenica si osserva un turno di riposo poiché è il giorno festivo.

## Nuovi record
| Fanno il loro esordio olimpico: | 3 specialità: | 200 m, salto in lungo e getto del peso.                                               |
| Nessun nuovo record mondiale    |               |                                                                                       |
| Nuovo record olimpico in        | 6 specialità: | 200 m, 80 hs, salto in alto, salto in lungo, getto del peso e lancio del giavellotto. |

## Risultati delle gare
| Specialità | Oro                                                                                                  | Risultato | Argento                                                            | Risultato | Bronzo                                                      | Risultato | Dettagli            |
| --- | --- | --------- | ------------------------------------------------------------------ | --------- | ----------------------------------------------------------- | --------- | ------------------- |
| 100 m | Fanny Blankers-Koen                                                                                  | 11"9      | Dorothy Manley                                                     | 12"2      | Shirley Strickland                                          | 12"2      | Classifica completa |
| 200 m | Fanny Blankers-Koen                                                                                  | 24"4      | Audrey Williamson                                                  | 25"1      | Audrey Patterson                                            | 25"2      | Classifica completa |
| 80 m ostacoli | Fanny Blankers-Koen                                                                                  | 11"2      | Maureen Gardner                                                    | 11"2      | Shirley Strickland                                          | 11"4      | Classifica completa |
| Salto in alto | Alice Coachman                                                                                       | 1,68 m    | Dorothy Tyler                                                      | 1,68 m    | Micheline Ostermeyer                                        | 1,61 m    | Classifica completa |
| Salto in lungo | Olga Gyarmati                                                                                        | 5,695 m   | Noemí Simonetto de Portela                                         | 5,600 m   | Ann-Britt Leyman                                            | 5,575 m   | Classifica completa |
| Getto del peso | Micheline Ostermeyer                                                                                 | 13,750 m  | Amelia Piccinini                                                   | 13,095 m  | Ine Schäffer                                                | 13,080 m  | Classifica completa |
| Lancio del disco | Micheline Ostermeyer                                                                                 | 41,92 m   | Edera Cordiale                                                     | 41,17 m   | Jacqueline Mazéas                                           | 40,47 m   | Classifica completa |
| Lancio del giavellotto | Herma Bauma                                                                                          | 45,57 m   | Kaisa Parviainen                                                   | 43,79 m   | Lily Carlstedt                                              | 42,08 m   | Classifica completa |
| Staffetta 4×100 m | Paesi Bassi Xenia Stad-de Jong Nettie Witziers-Timmer Gerda van der Kade-Koudijs Fanny Blankers-Koen | 47"5      | Australia Shirley Strickland June Maston Betty McKinnon Joyce King | 47"6      | Canada Viola Myers Nancy Mackay Diane Foster Patricia Jones | 47"8      | Classifica completa |
| record mondiale; record olimpico; record mondiale stagionale; record africano; record asiatico; record europeo; record nord-centroamericano e caraibico; record sudamericano; record oceaniano; record nazionale; record personale; record personale stagionale. | |           |                                                                    |           |                                                             |           |                     |